# Radical 43
El radical 43, representado por el carácter Han 尢, es uno de los 214 radicales del diccionario de Kangxi. Es llamado, en mandarín estándar, 尢部　(wāng bù), en japonés, 尢部, おうぶ (ōbu), y, en coreano, 왕 (wang). El radical 43 es llamado en textos occidentales «radical “lisiado”».
Este radical aparece en muchas ocasiones rodeando la parte inferior y el lado izquierdo de los caracteres que son clasificados por este (por ejemplo, 尬). En algunas ocasiones presenta la forma variante 尣 (por ejemplo, en 尦), y en algunas otras ocasiones la forma variante 兀 (por ejemplo en 尫).

## Nombres populares
- Mandarín estándar: 尤字旁, wāng zì páng, «carácter 尤 a un lado».
- Coreano: 절음발이왕부, jeoreumbari wang bu «radical wang-pies lisiados».
- Japonés: 大の曲げ脚（だいのまげあし）, dai no mageashi, «“grande” (大) con una pierna torcida»; 尢繞（おうにょう）, ōnyō «radical ō rodeando la parte inferior izquierda».[2]
- En occidente: radical «lisiado».

## Galería
| Estilos antiguos                                 | Estilos antiguos                  | Estilos antiguos                        | Estilos antiguos                   | Estilos antiguos                   | Estilos empleados actualmente       | Estilos empleados actualmente  | Estilos empleados actualmente    | Estilos empleados actualmente   | Estilos empleados actualmente  |
|                                                  |                                   |                                         |                                    |                                    |                                     | 尢                             | 尢                               |                                 |                                |
| 甲骨文 jiǎgǔwén (escritura de huesos oraculares) | 金文 jīnwén (escritura de bronce) | 简帛 jiǎnbó (escritura de bambú y seda) | 篆文 zhuànwén (escritura de sello) | 篆文 zhuànwén (escritura de sello) | 隸書 lìshū (estilo de los escribas) | 楷書 kǎishū (estilo regular)   | 楷書 kǎishū (estilo regular)     | 行書 xǐngshū (estilo corriente) | 草書 cǎoshū (estilo de hierba) |
| 甲骨文 jiǎgǔwén (escritura de huesos oraculares) | 金文 jīnwén (escritura de bronce) | 简帛 jiǎnbó (escritura de bambú y seda) | 大篆 dàzhuàn (sello grande)        | 小篆 xiǎozhuàn (sello pequeño)     | 隸書 lìshū (estilo de los escribas) | 繁體／繁体 fántǐ (tradicional) | 简体／簡體 jiǎntǐ (simplificado) | 行書 xǐngshū (estilo corriente) | 草書 cǎoshū (estilo de hierba) |

## Caracteres con el radical 43
| trazos | carácter       |
| ------ | -------------- |
| + 0    | 尢 尣 兀       |
| + 1    | 尤             |
| + 3    | 尥 尦          |
| + 4    | 尨 尩 尪 尫 尬 |
| + 6    | 尮 尯          |
| + 9    | 尰 就          |
| + 10   | 尲 尳 尴       |
| + 12   | 尵             |
| + 14   | 尶 尷          |